# Lia Angeleri
Lia Angeleri, nombre artístico de Rosalia Angeleri (Génova, 25 de abril de 1922-Cerreto Guidi, 21 de noviembre de 1969), fue una actriz italiana.

## Biografía
Nacida en el barrio genovés de Sampierdarena, debutó en el mundo del espectáculo como violinista en una orquesta genovesa. Se inició en la prosa en un club de teatro de su ciudad, y después en varias compañías teatrales entre las que se encontraban las de Emma Gramatica y Renzo Ricci, antes de llegar al Piccolo Teatro de Milán dirigido por Giorgio Strehler, donde actuó en varias obras.
Ha participado en diversos dramas radiofónicos y televisivos de la RAI desde el inicio de las emisiones de televisión experimental, tanto en comedias como en dramas de los años 50 y 60.
Murió aún joven, a los 47 años, en 1969.

## Filmografía
- Il diavolo in convento (1951)
- Martin Toccaferro (1953)
- La passeggiata (1953)
- Le notti dei teddy boys (1959)
- Messalina Venere imperatrice (1960)
- Il rossetto (1960)
- Costantino il Grande (1960)
- Il disordine (1962)
- La costanza della ragione (1964)